# Wanda Wąsowska
Wanda Wąsowska (wł. Wanda Siniarska-Czaplicka Wąsowska, ur. 28 czerwca 1931 w Niemojewie) – polska olimpijka w jeździectwie, trenerka i działaczka Polskiego Związku Jeździeckiego. Absolwentka Akademii Rolniczo-Technicznej w Olsztynie (1957) oraz poznańskiej Akademii Wychowania Fizycznego (1978).

## Kariera sportowa
Karierę sportową rozpoczęła w roku 1957. Była zawodniczką klubów:
- Warszawski Klub Jazdy Konnej,
- LZS Rzeczna,
- JLKS Sopot, w którym rozpoczęła pracę trenerską,
- Legia Warszawa.

W latach pięćdziesiątych XX wieku pracowała jako jeździec wyścigowy na warszawskim Służewcu (ówczesna nazwa: Państwowe Tory Wyścigów Konnych). Przez blisko 10 lat, od roku 1979 należała do polskiej Kadry Narodowej. W latach 1978 i 1979 była wicemistrzynią Polski w dyscyplinie ujeżdżenia. 
W 1980 roku wzięła udział w Igrzyskach Olimpijskich w Moskwie. Drużynowo, wraz z Elżbietą Morciniec i Józefem Zagorem zdobyła 4 miejsce (2945.0 punktów). W konkursie indywidualnym zajęła ostatnie miejsce na 14 startujących z wynikiem 930.0 punktów. Obydwa starty odbyły się na koniu Damazy.
Pośród wychowanków Wandy Wąsowskiej znajdują się najlepsi jeźdźcy w Polsce, jak Katarzyna Milczarek – mistrzyni Polski w ujeżdżeniu oraz Danuta Konończuk – mistrzyni Polski w ujeżdżeniu w damskim siodle.
Za osiągnięcia w sporcie została odznaczona Złotym i Srebrnym Krzyżem Zasługi. Ponadto wyróżniona medalem „Pro Masovia”.